# Nogales, Sonora

Heroica Nogales ([eˈɾoika noˈɣales]), mult mai cunoscut doar ca Nogales, este un oraș și o municipalitate din partea nordică a statului Sonora, Mexic. Situat la granița dintre Mexic și Statele Unite, orașul se află la circa 105 km nord de Hermosillo, capitala statului Sonora și la 100 de km sud de orașul Tucson din statul american Arizona. De partea cealaltă a graniței se află orașul american omonim,  Nogales, sediulGR6 comitatului Santa Cruz, din statul Arizona. Cele două orașe gemene sunt cunoscute sub denominarea de Ambos Nogales.
Cu o populație de 189.759 de locuitori, respectiv de 193.517 de locuitori ai municipalității (iar după alte surse depășind 290.000 de locuitori), Heroica Nogales este, după Hermosillo și Ciudad Obregón, a treia aglomerare urbană a statului Sonora. Nogales este deservit de aeroportul Nogales International Airport.
1. ↑  Institutul național de statistică, geografie și informatică
2. ↑   https://micodigopostal.org/sonora/nogales/ Lipsește sau este vid: |title= (ajutor)